# Троянівка (річка)
Троянівка — річка в Україні, у Житомирському районі Житомирської області. Права притока Гнилоп'яті (басейн Дніпра).

## Опис
Довжина річки приблизно 4,2 км.

## Розташування
Бере початок на північному заході від Озерянки. Тече переважно на північний захід і в Троянові впадає у річку Гнилоп'ять, праву притоку Тетерева.